# غور إبراهيم (غوغر)
غور إبراهیم (بالفارسية: گورابراهیم) هي قرية تقع في إيران في قسم غوغر الريفي.